# 張絅
張絅（1485年—1548年），字美中，號午山，江西吉安府吉水縣田心鄉人，明朝政治人物。

## 生平
張絅是正德八年（1513年）癸酉科舉人，嘉靖二年（1523年）成進士，初授工部都水司主事，出督清江浦。历任署员外郎，奉命採木称旨，七年二月獲授河南按察司佥事、提督直隶庐凤等处屯种兼整饬颍州陆安等处兵备卫所屯田，在潁川和襄陽興屯田、滅巨寇，兩地度獲任民建立遺愛碑。
嘉靖十一年（1532年）升云南布政司左参议，十三年迁湖广左参议，同年冬升湖广按察司副使，奉勑抚治流民，十五年九月丁父忧，十七年冬服除，起云南按察司副使、兵备整饬腾冲金齿等处，二十年升广西布政司左参政，二十三年正月轉雲南按察使，二十四年正月陞為廣東右布政使，改河南左布政使，嘉靖二十六年（1547年）任河南巡撫，平反紅陽教冤獄，裁減冗費復甦民困，閱讀判決書直到凌晨，曾說：「生命在我一念之間，不敢鬆懈。」二十七年十二月去世，享年六十四。

## 家族
曾祖张素裕，壽官。祖父张述成，贈衛经历。父张铨，衛经历。母许氏，贈孺人；继母易氏。具庆下。弟张紃、张組。

## 引用
1. 1 2  光緒《吉水縣志·卷三十五·人物志》：張絅，字美中，田心人，嘉靖進士，備兵潁川襄陽，興屯田、殲巨寇，兩地皆立遺愛碑；擢都御史巡撫河南，按紅蓮妖獄，釋其脇從，裁冗費甦民困，視爰書每至夜分。嘗曰：「生靈繫吾一念，敢自佚乎？」尋卒。 墓在廬陵坊廓鄉
2. ↑  光緒《吉水縣志·卷三十·選舉志》：正德八年癸酉鄉試 是科六人……張絅 王志作綱，見進士
3. 1 2  四庫全書《河南通志·卷三十一·職官二》：布政使司左布政使……張絅 科貫見巡撫……按察司僉事……張絅 科貫見巡撫
4. ↑  《明世宗肅皇帝實錄·卷二百九十四》：（嘉靖二十四年正月戊午）陞雲南按察使張絅為廣東右布政使。
5. ↑  龚延明主编. . 宁波: 宁波出版社. 2016. ISBN 978-7-5526-2320-8. 《天一閣藏明代科舉錄選刊.登科錄》之《嘉靖二年癸未科進士登科録》